# Acanalonia conica
Acanalonia conica är en insektsart som först beskrevs av Thomas Say 1830.  Acanalonia conica ingår i släktet Acanalonia och familjen Acanaloniidae. Inga underarter finns listade i Catalogue of Life.